# Ка Нани (Венеција)
Ка Нани (итал. Ca' Nani) је насеље у Италији у округу Венеција, региону Венето.
Према процени из 2011. у насељу је живело 51 становника. Насеље се налази на надморској висини од 0 м.